# Nestea
Nestea (Нестий) е марка студен чай (и един от водещите брандове в този бранш),[източник? (Поискан днес)] който се произвежда от мултинационалната компания „Нестле“. Наименованието на Nestea е сформирано от първите три букви от името на компанията „Нестле“ и английската дума за чай (от англ. tea).

## История на марката
За първи път Nestea се появява в началото на 40-те години на XX век, веднага след успеха на „Нестле“ с инстантното кафе „Нескафе“, но идеята чаят да се предлага студен датира още от началото на XIX в. и постепенно се популяризира по света, за което решаващ се оказва приносът на представянето ѝ на Световен панаир в Сейнт Луис (St. Louis) през 1904 г. от Ричард Блехинден (Richard Blechynden), собственик на чаена плантация, който решава да предлага студен чай в горещините. За продажба на американския пазар напитка на Nestea е представена за първи път през 1948 година. Разпространението в Съединените щати започва с широка гама от разфасовки и вкусове, включително – готов за консумация и Nestea 100% разтворим в студена и топла вода (инстантен) чай-микс, чието първо въобще представяне се датира според някои източници към 1946 г., а според други – към 1956 г. Тогава започва и популяризирането на продукта по телевизията със слогана Take the Nestea Plunge. (в широк превод – „Гмурни се в Nestea“). Впоследствие за успеха на напитките се разчита на различни иновативни и мащабни кампании, осъществявани с помощта на медиите.
Към началото на XXI век Nestea се продава в над 70 страни по света, включително България. Сред най-големите пазари на марката са САЩ, Канада, Австралия, Тайван, Хонконг, Италия, Испания, Швейцария, Германия и Виетнам. Дистрибуцията на продуктите става на основата на лицензионни договори с определени срокове, важащи за цели държави и региони.

## Продукти
Напитките от този тип са особено популярни в някои страни. По данни на Американския съвет по чая (Tea Council) 85% от консумирания чай в САЩ е именно студен чай. Различни продукти от асортимента на марката Nestea се разпространяват в САЩ посредством отдел „Напитки“ на компанията, a в останала част от света – най-вече посредством Beverage Partners Worldwide (BPW), смесено дружество на компанията за безалкохолни напитки „Кока-Кола“ и „Нестле“.
Под марката се предлагат различни видове студен чай, готов за консумация, разтворим чай и чай на пакетчета. Някои от продуктите се предлагат в редовна и диетична серия, а разнообразието им е различно спрямо дистрибуцията в отделните страни. Израел, Мексико и САЩ са единствените страни към 2012 г., в които се продават диетични Nestea продукти. Другата страна, в която Nestea е лансиран като горещ чай, но без захар и мляко е била Великобритания, в продължение на няколко години през 70-те, обаче продуктът няма успех и е спрян. За сметка на това в Шри Ланка Nestea е придобила популярност под формата на сладък млечен разтворим чай, който се смесва с гореща вода. Продуктът се произвежда и разпространява от „Нестле Ланка“ (Nestlé Lanka (Pvt) Ltd.)